# Sühbaataryn Yanjmaa
Sühbaataryn Yanjmaa (Küriye, 15 de febrero de 1894 - Ulán Bator, 1 de mayo de 1962) fue una política mongola que ocupó el cargo de presidenta interina de su país entre 1953 y 1954. Fue la segunda presidenta mujer de un país (la primera había sido Jertek Anchimaa-Toka, entre 1940 y 1944).
En mongol su nombre se escribe Сүхбаатарын Янжмаа; nacida Nemendeyen Yanjmaa, Нэмэндэен Янжмаа.
Fue la esposa del héroe nacional Damdin Süjbaatar, quien falleció en 1923 a la edad de 30 años. Al quedar viuda, Yanjmaa cambió su patronímico por el de su esposo, Süjbaatar.
Formó parte del poliburó del Partido Revolucionario del Pueblo entre 1950 y 1954, y ocupó el cargo de secretaria del Comité Central de ese instituto político de 1941 hasta 1947. Fue miembro del presídium del Pequeño Jural (el comité ejecutivo del Gran Jural) entre 1940 y 1950, y del Gran Jural de 1950 a 1962.
A la muerte de Gonchigiyn Bumtsend fue elegida por el Partido Revolucionario Popular como presidenta de Mongolia de modo interino, cargo que ocupó durante menos de un año, desde el 23 de septiembre de 1953 hasta el 7 de julio de 1954, siendo la presidenta número 9 de la república.
Fue la segunda mujer en ser la jefa de Estado de manera no hereditaria, sólo después de Jertek Anchimaa-Toka, quien fuera presidenta de la República Popular de Tannu Tuvá. Sin embargo, la primera mujer electa democráticamente sería la argentina Isabel Perón, en 1974.